# Calitor Gris
Die weiße  Rebsorte Calitor Gris war früher in den südlichen Weinbaugebieten Frankreichs verbreitet, ist heute jedoch mit weniger als 30 Hektar Rebfläche im Sortenspiegel der Départements Gironde, Dordogne und Hérault vertreten. Trotz der hellroten Farbe der Beeren zählt die Sorte ähnlich wie der Gewürztraminer oder der Grauburgunder zu den weißen Sorten.
Der Name leitet sich aus dem Provenzalischen col (Bezeichnung für den Traubenstiel) sowie tor (verdreht) ab und beschreibt somit den stark gewinkelten Stiel der Traube. 
Sowohl die weiße Calitor Blanc als auch die Sorte Calitor Gris sind eine Mutation des Calitor.
Siehe den Artikel Weinbau in Frankreich sowie die Liste von Rebsorten.

## Ampelographische Sortenmerkmale
In der Ampelographie wird der Habitus folgendermaßen beschrieben:
- Die Triebspitze ist stark weißwollig behaart, mit karminrotem Anflug. Die Jungblätter sind leicht behaart und roséfarben.
- Die mittelgroßen Blätter sind fünflappig und tief gebuchtet. Die Stielbucht ist lyren-förmig geschlossen (siehe auch den Artikel Blattform). Das Blatt ist spitz gezähnt. Die Zähne sind im Vergleich der Rebsorten sehr eng gesetzt. Die Blattoberfläche (auch Spreite genannt) ist blasig derb.
- Die konus- bis walzenförmige Traube ist  groß, lang  und lockerbeerig. Die rundlichen Beeren sind mittelgroß bis groß und von hellroter bis grauer Farbe.

Die Rebsorte Calitor Gris reift ca. 30 Tage nach dem Gutedel und zählt daher zu den spätreifenden Sorten. Sie wird häufig vom Falschen Mehltau und von der Grauschimmelfäule befallen. Gegen den Echten Mehltau ist sie recht resistent. Calitor Gris ist eine Varietät der Edlen Weinrebe (Vitis vinifera). 

## Synonyme
Die Sorte Calitor Gris ist auch unter den Namen Fouirau und Saoule-bouvier  bekannt.